# 996 v.Chr.
Het jaar 996 v.Chr. is een jaartal volgens de christelijke jaartelling.

## Gebeurtenissen

### Europa
- Koning Ebraucus (996 - 957 v.Chr.) volgt zijn vader Mempricius op als heerser van Brittannië.

### Babylonië
- Koning Assur Reshishi II (996 - 967 v.Chr.) regeert over het Assyrische Rijk.